# Dachau
 For alternative betydninger, se Dachau (flertydig). (Se også artikler, som begynder med Dachau)
Dachau er administrationsby i Landkreis Dachau, i Regierungsbezirk Oberbayern i den tyske delstat Bayern. Den ligger nordvest for München. Med godt 40.000 indbyggere er den efter Freising den næststørste by i Münchens opland.

## Geografi
Dachau ligger i 482 meters højde ved floden Amper i en dal , hvor også Dachauer Moos ligger. Det højeste punkt i kommunen er Schlossberg, og det laveste ligger ved bydelen Prittlbach på grænsen til nabokommunen Hebertshausen.
Dachau grænser til Bergkirchen i vest, Schwabhausen i nordvest, Röhrmoos i nord, Hebertshausen i nordøst og Karlsfeld i syd. Mod øst grænser Dachau til Landkreis München med kommunen Oberschleißheim.

### Vandløb
Floden Amper kommer fra vest, syd om den gamle bydel, og ændrer ved den gamle papirfabrik retning mod nordøst og løber ved Prittlbach ind i kommunen Hebertshausen.
Fra Karlsfeld kommer floden Würm gennem Dachau-Ost munder kort før kommunegrænsen til Hebertshausen ud i Amper.
Gröbenbach, der har sit udspring i Waldschwaigsee, løber fra Dachau-Süd gennem byområdet og munder ud i Amper.
Mühlbach er en kunstig bæk, der der dannet fra vandkraftværket ved Amper;
Der er også rester af forskellige kanalsystemer der har haft forbindelse til Schloss Dachau.

### Inddeling
Dachau er inddelt i tre delcentre:
- Altstadt: Altstadt Dachau, Mitterndorf, Udlding, Etzenhausen, Unterer Markt, Webling
- Dachau-Ost: Oberaugustenfeld, Unteraugustenfeld, Polln, Obergrashof, og dele af Prittlbach
- Dachau-Süd: Himmelreich, Holzgarten og dele af Gröbenried

Derudover blev der i 1972 indlemmet områder fra de tidligere kommuner Pellheim med landsbyerne Pellheim, Pullhausen, Assenhausen, Lohfeld og Viehhausen

## Historie
Den ældst kendte reference går til navnet Dahauua i 805, og i 2005 fejrede man byens 1200 års jubilæum.
Byen er mest kendt for koncentrationslejren Dachau som blev anlagt af nazisterne i 1933, som den første „officielle“ koncentrationslejr, der sammen med Auschwitz blev indbegrebet af betegnelsen. Koncentrationslejren har i dag et mindesmærke.